# Municipio de Mill Creek (condado de Coshocton)
El municipio de Mill Creek (en inglés: Mill Creek Township) es un municipio ubicado en el condado de Coshocton en el estado estadounidense de Ohio. En el año 2010 tenía una población de 932 habitantes y una densidad poblacional de 15,21 personas por km².

## Geografía
El municipio de Mill Creek se encuentra ubicado en las coordenadas 40°24′40″N 81°51′2″O / 40.41111, -81.85056. Según la Oficina del Censo de los Estados Unidos, el municipio tiene una superficie total de 61.29 km², de la cual 61,29 km² corresponden a tierra firme y (0 %) 0 km² es agua.

## Demografía
Según el censo de 2010, había 932 personas residiendo en el municipio de Mill Creek. La densidad de población era de 15,21 hab./km². De los 932 habitantes, el municipio de Mill Creek estaba compuesto por el 98,18 % blancos, el 0,43 % eran afroamericanos, el 0,32 % eran amerindios, el 0,11 % eran de otras razas y el 0,97 % eran de una mezcla de razas. Del total de la población el 1,07 % eran hispanos o latinos de cualquier raza.